# Црни Груја
Црни Груја је српска телевизијска серија, снимљена 2003. године, у продукцији БК телеком и БС Груп.
Сценариста серије је Александар Лазић, а редитељ дебитант Игор Стоименов. Главне улоге тумаче Сергеј Трифуновић, Борис Миливојевић, Никола Којо, Никола Пејаковић, Зоран Цвијановић, Маринко Маџгаљ, Душанка Стојановић, Никола Симић, Ратко Танкосић, Горица Поповић.
Серија је урађена по узору на енглеску серију Црна Гуја из 1983. године са Роуаном Аткинсоном у главној улози.
Серија је препуна симболике и прави пародију на српску историју и њене великане (Карађорђа, Вука Караџића, Милоша Обреновића итд.). На пример, Карађорђе је приказан као женскарош и грубијан који се на суров начин обрачунава са својим неистомишљеницима, претходно их прогласивши издајницима народа. Са друге стране, исмева се и инвалидитет Вука Караџића. Наиме, одузетост његове леве ноге приписује се Карађорђевом бесу због слабе оцене коју је добио у Вуковој школи „лепог писанија“.
Такође, почетак Првог српског устанка је приказан као стицај случајних и нес(п)ретних околности, а не као плански рад српских главаша ради ослобођења Србије од турског ропства.
Након успешног првог дела, снимљен је и наставак Црни Груја 2, са понешто измењеном глумачком поставом (у улози Црног Грује је Ненад Јездић).
Наставак серије, У загрљају Црне руке, најављена је 2020. године, а емитована 2021. године. Продукцију серије радила је United Media и серија је приказивана на каналу Нова.

## Кратак опис
Радња је смештена у Србију 1803, годину дана пре Првог српског устанка.
Епизоде описују Србију у 19. веку. Тешка времена за ситне, али амбициозне српске предузетнике као што је газда Груја (Сергеј Трифуновић). Груја је човек широких схватања који је развио сопствени бизнис – препродају свиња Турцима. Пошто та сарадња не доноси очекивану добит Груја покреће нов посао са увек предусретљивим Словенцима (Зоран Цвијановић у улози Словенца Змага). Бизнис цвета али газда Грујине планове угрожава његов тетак Црни Ђорђе (Никола Којо) који сматра да је рођени бизнисмен. И тако Груја уз помоћ својих слуга Болета (Борис Миливојевић) и Чеде Веље (Маринко Маџгаљ) покушава да избегне пословне предлоге свог тетка. Реченица: Карађорђе, ал' кара и Груја, коју је Црни Груја неколико пута изговорио у серији постала је веома позната. У серији постоје многе референце на историјске личности попут Станоја Главаша, Младена Миловановића, Аганлије, једна од историјских личности као узор за серију је ујак Пера од Чеде Веље, трговац из Земуна, са којим Груја сарађује, а који заправо представља историјску личност Петра Ичка, потписника Ичковог мира, као и Смиљка, Болетова вереница, којој је као узор послужила Чучук Стана.
У серији је било и референци на бомбардовање 1999. у једном предсказању вештице Друзиле у трећој епизоди, а у првој сезони се може чути и вест о потенцијалном уласку Србије у Европу око 1807, што је пародија на изјаву Зорана Живковића о уласку Србије у ЕУ до 2007. године.